# Graminaseius martini
Graminaseius martini är en spindeldjursart som först beskrevs av Elsie Collyer 1982.  Graminaseius martini ingår i släktet Graminaseius och familjen Phytoseiidae. Inga underarter finns listade i Catalogue of Life.